# قائمة الأشياء التي سميت باسم دونالد ترامب
قائمة الأشياء التي سميت باسم دونالد ترمب هذه قائمة بالأشياء التي سميت على اسم دونالد ترمب، رجل الأعمال الأمريكي، والرئيس الخامس والأربعين للولايات المتحدة، والرئيس الحالي المنتخب ليصبح الرئيس السابع والأربعين للولايات المتحدة.

## العقارات
ملاحظة: أي عقارات حالية مدرجة بالخط العريض مملوكة مباشرة لترمب نفسه أو لمؤسسة ترمب. والباقي يحمل اسم ترمب من خلال صفقات الترخيص.

### أبراج ترمب
- برج ترمب، مدينة نيويورك
- أبراج ترمب، صني آيلز بيتش، فلوريدا
- برج ترمب كولكاتا، كولكاتا، الهند
- برج ترمب مانيلا، مانيلا الفلبين
- أبراج ترمب اسطنبول اسطنبول تركيا
- أبراج ترمب بيون، بيون الهند
- أبراج ترمب مومباي، الهند
- برج ترمب بونتا دل إستي، أوروغواي
- أبراج ترمب كولكاتا، الهند

### في مرحلة البناء والتطوير
- أبراج ترمب دلهي إن سي آر (جوروجرام)، الهند
- برج ترمب جدة
- برج ترمب دبي، دبي، الإمارات العربية المتحدة

### في الماضي
- البرج في سيتي بليس، وايت بلينز، نيويورك (تم إلغاء علامته التجارية في يونيو 2022).

#### ألغيت أو لم يكتمل العمل بها
- برج ترمب موسكو، روسيا
- برج ترمب، تامبا، فلوريدا
- أبراج ترمب أتلانتا، أتلانتا، جورجيا، الولايات المتحدة
- أبراج ترمب ريو، ريو دي جانيرو، البرازيل
- برج ترمب باتومي، باتومي، جورجيا
- برج ترمب بنغالور، بنغالور، الهند
- برج ترمب دنفر، كولورادو، الولايات المتحدة
- برج ترمب فيلادلفيا، بنسلفانيا، الولايات المتحدة
- أبراج ترمب، شارلوت، كارولاينا الشمالية، الولايات المتحدة
- برج ترمب دالاس، تكساس، الولايات المتحدة
- برج ترمب ويست بالم بيتش، فلوريدا، الولايات المتحدة
- برج ترمب لوس أنجلوس، كاليفورنيا، الولايات المتحدة
- برج ترمب سياتل، واشنطن، الولايات المتحدة

#### ترمب بلازا
ترمب بلازا هي علامة تجارية للمباني السكنية المرخصة لمالكين مختلفين.
- مدينة جيرسي
- نيو روشيل، نيويورك
- مدينة نيويورك

#### مباني ترمب الأخرى
- مبنى ترمب في مدينة نيويورك
- شارع ترمب باي، في جيرسي سيتي، نيو جيرسي
- ترمب هوليوود، برج سكني مكون من 41 طابقًا في هوليوود، فلوريدا
- شقق ترمب بالاس، الجانب الشرقي العلوي من مانهاتن
- ترمب بارك وترمب بارك إيست، مانهاتن
- شارع ترمب بارك، مانهاتن
- مساكن ترمب بارك، يوركتاون، نيويورك
- برج ترمب العالمي في مدينة نيويورك
- دايو ترمب وورلد، العلامة التجارية للشقق السكنية في كوريا الجنوبية

#### في الماضي
- ذا دومينيك، مجمع سكني فندقي في مدينة نيويورك كان يُسمى سابقًا ترمب سوهو (انتهت صفقة ترخيص الاسم في عام 2017)
- بارك تاور ستامفورد، وهو مبنى سكني كان يسمى سابقًا ترمب بارك ستامفورد.
- ريفرسايد ساوث، مانهاتن (تم إلغاء العلامة التجارية في نوفمبر 2016)

#### ألغيت أو لم يكتمل العمل بها
- برج النخبة، المعروف سابقاً باسم برج ترمب بلازا، رمات غان، تل أبيب، إسرائيل
- فندق إل إس إتش، المعروف سابقًا باسم فندق ترمب ريو دي جانيرو
- مشروع ترمب السكني/الفندق/المكتب/التسوق، شارلوت، كارولاينا الشمالية. أعلن في عام 2007، ألغيت بعد عام، قبل بدء البناء.
- منتجع ترمب لاس أولاس بيتش, فورت لودرديل، فلوريدا، الولايات المتحدة
- منتجع ترمب أوشن باجا المكسيك
- ترمب على المحيط، جونز بيتش، نيويورك
- برج ترمب أوروبا، في شتوتغارت، ألمانيا
- مدينة ترمب، مدينة نيويورك مكاتب ترمب في بوينس آيرس، مشروع مكتبي في بوينس آيرس، الأرجنتين.

## الفنادق
ملاحظة: أي فنادق حالية مدرجة بالخط العريض مملوكة مباشرة لترمب نفسه أو لمؤسسة ترمب. والباقي يحمل اسم ترمب من خلال صفقات الترخيص.
- فندق وبرج ترمب الدولي (شيكاغو)
- فندق وبرج ترمب الدولي (مدينة نيويورك)
- فندق ترمب إنترناشيونال لاس فيغاس، كان من المقرر بناء برج ثانٍ ولكن تم إلغاؤه قبل بدء البناء.

#### ألغيت أو لم يكتمل العمل بها
- فندق سانت ريجيس تورونتو (المعروف سابقًا باسم فندق وبرج ترمب الدولي (تورنتو)، تم سحبه في عام 2017)
- جي دبليو ماريوت بنما (المعروف سابقًا باسم فندق وبرج ترمب الدولي (مدينة بنما)، انتهت صفقة الترخيص في عام 2018)
- فندق بارادوكس فانكوفر (المعروف سابقًا باسم فندق وبرج ترمب الدولي (فانكوفر)
- فندق ترمب إنترناشيونال واشنطن العاصمة، المعروف أيضًا باسم مبنى مكتب البريد القديم، تم بيعه في مايو 2022، أعيد افتتاحه في يونيو باسم والدورف أستوريا واشنطن العاصمة.
- فندق كا لاي وايكيكي بيتش (المعروف سابقًا باسم فندق وبرج ترمب الدولي (هونولولو)، تم سحبه في فبراير 2024)

#### في مرحلة البناء أو التطوير
- فندق ترمب انترناشيونال (مسقط)
- فندق ترمب إنترناشيونال (هونج ين)

#### لم يكتمل بناؤها
- فندق وسكن ترمب إنترناشيونال (فينيكس).
- فندق وبرج ترمب الدولي (باكو).
- فندق وبرج ترمب الدولي (بلغراد).
- فندق وبرج ترمب الدولي (فورت لودرديل).
- فندق وبرج ترمب الدولي (نيو أورليانز)
- فندق وبرج ترمب إنترناشيونال (بانكوك، تايلاند).
- فندق وبرج ترمب إنترناشيونال (بكين، الصين).
- فندق وبرج ترمب إنترناشيونال (قوانغتشو، الصين).
- فندق وبرج ترمب إنترناشيونال (شنتشن، الصين).
- فندق وبرج ترمب الدولي (دبي، الإمارات العربية المتحدة).
- فندق وبرج ترمب الدولي (الدوحة، قطر).
- فندق وبرج ترمب الدولي (جدة، المملكة العربية السعودية).
- فندق ترمب سانت أندروز (سانت أندروز، اسكتلندا).

## ملاعب جولف
نادي ترمب الوطني للغولف
- بيدمينستر، نيوجيرسي – كانت بمثابة "البيت الأبيض الصيفي" لترمب خلال فترة رئاسته
- شارلوت، كارولاينا الشمالية كولتس نيك، نيوجيرسي
- وادي هدسون (تقاطع هوبويل، نيويورك)
- جوبيتر، فلوريدا لوس أنجلوس
- فيلادلفيا
- واشنطن العاصمة
- وستشستر، نيويورك
- نادي ترمب الدولي للغولف (ويست بالم بيتش)
- ترمب ناشيونال دورال ميامي (نادي جولف + منتجع)

#### دولي
- نادي ترمب الدولي للغولف (دبي)
- نادي ترمب العالمي للغولف (دبي)
- ملعب ترمب الدولي للغولف، اسكتلندا
- ملعب ترمب الدولي للغولف وفندق أيرلندا
- ترمب تيرنبيري (اسكتلندا)

#### في التطوير
- منتجع ترمب الدولي للغولف ونادي الغولف بالي (نادي الغولف + المنتجع + المساكن)
- منتجع ترمب الدولي ونادي الجولف ليدو (نادي الجولف + المساكن)، جاوة الغربية
- منتجع ترمب الدولي ونادي الغولف مسقط (نادي الغولف + الفندق + المساكن)
- منتجع ترمب إنترناشونال آند جولف كلوب هونج ين (نادي جولف + فندق + مساكن)

#### في الماضي
- ملعب ترمب للجولف ، فيري بوينت، نيويورك [3]
- نادي ترمب الدولي للغولف بورتوريكو ، كوكو بيتش، بورتوريكو [4]

#### تم إلغاؤه أو لم يتم إكماله أبدًا
- ترمب في كاب كانا (جمهورية الدومينيكان) مشروع نادي جولف ومنتجع ومساكن وعقارات
- نادي ترمب الدولي للغولف ومنتجع كوزوميل
- نادي ترمب الدولي للغولف كانوان، جزر غرينادين
- نادي ترمب الوطني للغولف إيميرالد ديونز

## الكازينوهات
كانت منتجعات ترمب الترفيهية هي الذراع الكازينو لمنظمة ترمب. وفي نهاية المطاف، أفلست جميع الكازينوهات التابعة لها أو تم بيعها.

#### في الماضي
- ترمب تاج محل ، كازينو وفندق على ممشى أتلانتيك سيتي (أغلق في عام 2016 وأعيد افتتاحه في عام 2018 باسم Hard Rock Hotel & Casino Atlantic City)
- فندق وكازينو ترمب بلازا ، في أتلانتيك سيتي. كانت في البداية عبارة عن شراكة بنسبة 50/50 مع شركة Harrah's ، ثم أصبحت مملوكة بالكامل لترمب منذ عام 1986. تم إغلاقه في عام 2014 وتم هدمه في عام 2021.
- معرض ترمب العالمي في ترمب بلازا في أتلانتيك سيتي. يتم تشغيله برخصة كازينو خاصة به في جناح ترمب بلازا. تم إغلاقه في عام 1999 وتم هدمه في عام 2000.
- قلعة ترمب في أتلانتيك سيتي (التي أعيدت تسميتها إلى ترمب مارينا في عام 1997)، بيعت لشركة لاندري في عام 2011 والتي أعادت تسميتها إلى جولدن ناجيت أتلانتيك سيتي في عام 2011.
- كازينو ترمب 29 في كوتشيلا، كاليفورنيا ، أصبح الآن كازينو سبوت لايت 29 .
- كازينو ترمب في غاري، إنديانا ، والمعروف لاحقًا باسم ماجيستيك ستار الثاني . مغلق في عام 2021.
- كازينو ترمب كلوب بريفي كانوان سانت فنسنت.

#### تم إلغاؤه أو لم يتم بناؤه أبدًا
- كازينو وفندق ترمب ريفرسايد نورث، سانت لويس، الولايات المتحدة
- كازينو وفندق ترمب موتور سيتي، ديترويت، الولايات المتحدة
- كازينو ترمب فلامنجو، كانساس سيتي، الولايات المتحدة
- فندق وكازينو ترمب دايموند هيد، باي سانت لويس، الولايات المتحدة

## شوارع ومباني حكومية
- حديقة دونالد جيه ترمب الحكومية ، في ولاية نيويورك، تقع على أرض تبرع بها ترمب في عام 2006.
- ترمب درايف – كاليسبيل، مونتانا [5]
- طريق الرئيس دونالد جيه ترمب السريع – قسم من الطريق السريع الأمريكي 287 في أوكلاهوما [6][7]
- مجمع العدالة الخاص بدونالد جيه ترمب – مقاطعة ليون، نيفادا [8]
- شارع الرئيس دونالد جيه ترمب، في هاليه، فلوريدا ، تمت إعادة تسميته من شارع بالم [9]

#### مخطط له
ساحة الولايات المتحدة تكريما للرئيس دونالد ترمب، القدس، الساحة المحيطة بالسفارة الأمريكية. أعلن عنها في عام 2018 تكريمًا لترمب لاعتراف إدارته بالقدس عاصمة لإسرائيل. ولكنها لم تغيير رسميا.

#### في الماضي
- ساحة دونالد ترمب في بيتح تكفا.[11] تم تغيير الاسم في عام 2023 إلى United States Square.[12]
- شارع دونالد جي ترمب، كاميز، ألبانيا [13][14]

شارع ترمب في مدينة لندن، إنجلترا، ليس مسميا باسم دونالد ترمب أو عائلته. يعود تاريخه إلى منتصف القرن الثامن عشر ومن المحتمل أنه سمي على اسم نزل سابق.

## الفنون والإعلام

#### ألعاب
- Trump: The Game – لعبة لوحية تم إطلاقها لأول مرة في عام 1989، وتم إعادة إصدارها في عام 2004
- قطب العقارات الخاص بلاند ترمب – لعبة فيديو من إنتاج شركة ريد كاب عام 2002
- قلعة ترمب (سلسلة) - سلسلة ألعاب فيديو للمقامرة أطلقتها شركة كابستون في عام 1989
  - قلعة ترمب الجزء الثاني – تكملة للعبة الفيديو الأولى قلعة ترمب
- بطاقات مزيفة – لعبة بطاقات ساخرة

#### مجلات
تتضمن مجلات ترمب ما يلي:
- أسلوب ترمب – مجلة مجانية تم تقديمها في فنادق وكازينوهات ترمب من عام 1997 إلى عام 2002
- مجلة ترمب العالمية – صدرت من عام 2002 إلى عام 2006
- مجلة ترمب – صدرت من عام 2006 إلى عام 2009 [16]

#### وسائل التواصل الاجتماعي
- مجموعة ترمب للإعلام والتكنولوجيا (TMTG) - شركة وسائل التواصل الاجتماعي والتكنولوجيا التي أسسها ترمب في عام 2021.
- TrumporBiden2024 – قناة Twitch مخصصة لإصدارات خيالية من ترمب وجو بايدن يشاركان في مناظرة سياسية كوميدية.

#### التلفزيون
- " Donald J. Trump Presents The Ultimate Merger " - برنامج ألعاب الواقع المواعدة الذي استمر لمدة موسمين
- " دونالد ترمب " - فقرة من برنامج الأسبوع الماضي هذا المساء مع جون أوليفر
- " عرض ترمب " - سلسلة وثائقية من إنتاج هيئة الإذاعة البريطانية (BBC)
- " لقد تم القبض عليك: أول 100 يوم " - مسلسل قصير من نوع الكوميديا السوداء
- " ترمب: ذا روسكال " - حلقة من برنامج روبول دراغ ريس
- " ترمب جاي " - حلقة من مسلسل فاميلي غاي
- " بطاقة ترمب " - برنامج ألعاب تلفزيوني عام 1990، قدمه جيمي سيفالو

#### موسيقى
- " دونالد ترمب " - أغنية 2011 للمغني ماك ميلر
- "دونالد ترمب" - أغنية 2016 لريان أبشيرش
- "دونالد ترمب" - أغنية 2018 للفنان ليل ناز إكس
- "دونالد ترمب (النسخة السوداء)" - أغنية من ألبوم Pandemonium لعام 1990 لفرقة ذا تايم
- "Up Like Trump" - أغنية من عام 2015 لراي شريمرد
- "Tronald Trump" - أغنية 2024 من إنتاج BabyTron

#### أفلام
- فن التعامل مع دونالد ترمب: الفيلم – فيلم محاكاة ساخرة من عام 2016
- ترمب ضد المتنورين – فيلم كوميدي خيال علمي 2020
- ترمب غير مرخص له – فيلم سيرة ذاتية 2005
- ترمب: مرشح الكرملين؟ - فيلم وثائقي 2017
- ترمب: ما الأمر؟ - فيلم وثائقي عام 1991
- ترمب – فيلم وثائقي 2017
- لقد تم خداعك – فيلم وثائقي صدر عام 2012

#### الكتب
- يوم دونالد – رواية بقلم أندرو شافر.
- برج ترمب – رواية بقلم جيفري روبنسون.
- ترمب: كيف تصبح ثريًا – كتاب غير روائي من تأليف دونالد ترمب.
- ترمب: فن الصفقة – كتاب غير روائي من تأليف دونالد ترمب وتوني شوارتز.
- ترمب: فن العودة – كتاب غير روائي من تأليف دونالد ترمب وكيت بوهنر.
- ترمب: البقاء في القمة – كتاب غير روائي من تأليف دونالد ترمب وتشارلز ليرهسن.
- ترمب 101 – كتاب غير روائي من تأليف ميريديث ماكيفر.

## طعام وشراب
- y ، مزرعة عنب في فيرجينيا، استحوذ عليها ترمب في عام 2011
- ترومتيني، كوكتيل مصنوع من باكاردي، وهو الكوكتيل المميز لمنتجع منظمة ترمب في ميامي ، فلوريدا

#### في الماضي
- ترمب فوت لونج [17][18]
- Trump Ice ، [19] [20] شركة توزيع مياه تم افتتاحها في عام 2004 ولم تعد تقدم خدماتها في عقارات ترمب اعتبارًا من عام 2010. [21][22][23][24][25]
- شرائح لحم ترمب
- فودكا ترمب
- برجر ترمب

## منتجات
- ترمب للمبيعات والتأجير (المبيعات السكنية)
- ترمب انترناشيونال ريالتي (شركة وساطة عقارية سكنية وتجارية)
- مطاعم ترمب (تقع في برج ترمب وتتكون من بوفيه ترمب، ومطعم ترمب للوجبات السريعة، وصالة آيس كريم ترمب، وبار ترمب)
- عطر دونالد ترمب، تم إصداره في عام 2004. [26][27][28]
- بطاقات ترمب القابلة للتجميع، صدرت في ديسمبر 2022 [29]
- حذاء ترمب الرياضي، تم الكشف عنه في عام 2024. [30]

#### في الماضي
- مؤسسة دونالد جيه ترمب الخيرية - تم إغلاقها في عام 2018 بسبب قضايا قانونية
- مجموعة دونالد جيه ترمب المميزة، وهي مجموعة من الملابس الرجالية تم إطلاقها في مايسيز عام 2004، [31][32] وكانت متورطة في دعوى قضائية ومحاكمة لاحقة . [33][34][35] تم إيقافه في عام 2015، بعد تعليقات ترمب حول المهاجرين المكسيكيين. [36][37][38]
- GoTrump.com ، موقع حجز السفر.[39]
- جولة ترمب ، سباق دراجات هوائية أقيم في عامي 1989 و1990. [40]
- شبكة ترمب ، وهي شركة تسويق متعددة المستويات تبيع الفيتامينات
- مكتب ترمب، وهو خط من الكراسي المكتبية التنفيذية تم إطلاقه في عام 2007 لشركة ستابلز إنك [41][42][43]
- جامعة ترمب ، المملوكة في الغالب لترمب (تم تغيير اسمها إلى مبادرة ترمب لريادة الأعمال في عام 2010)
- Select By Trump (مجموعة من مشروبات القهوة)
- مشروبات ترمب (مشروب الطاقة للسوق الإسرائيلية والفلسطينية)
- شوكولاتة ترمب
- Trump Home ، خط أثاث راقي
- شركة ترمب للإنتاج (شركة إنتاج تلفزيوني)
- معهد ترمب
- إدارة نموذج ترمب
- ترمب شاتل ، شركة طيران
- رهن ترمب
- مطعم ترمب ستيك هاوس
- ترمب للرياضة والترفيه

## المواصلات
ترمب فورس وان – اللقب الذي أطلقته وسائل الإعلام على طائرة ترمب الشخصية، وهي من طراز بوينج 757. في ديسمبر 2016، حصل على نداء تايسون 1.

## كائنات حية
- نيوبالبا دونالد ترومبي ، نوع من العث الصغير ذو قشور بيضاء صفراء مميزة تغطي الرأس. [47][48]
- درموفيس دونالد ترمبي، اسم مقترح لنوع جديد مفترض من البرمائيات العمياء؛ لم يتم تأكيده كنوع جديد حتى الآن، ولم يتم نشره.

## تكريمات
- تمثال بوذا ترمب – من تصميم هونغ جينشي
- مكتبة دونالد جيه ترمب الرئاسية – مكتبة رئاسية تديرها إدارة الأرشيف والسجلات الوطنية

#### أشياء حديثة
- الدب ترمبي، دب محشو يتميز بخصلة من الشعر على غرار تسريحة شعر ترمب، ويرتدي ربطة عنق حمراء.[49]
- سمكة ترمبي تروت، رأس سمكة متحركة متحركة تحتوي على خصلة شعر على غرار تسريحة شعر ترمب وهو يرتدي ربطة عنق.[50]

## مسميات للسخرية
- بالون الطفل دونالد ترمب ،بالون طوله 6 متر يصور ترمب كطفل رضيع يرتدي حفاضة ويحمل هاتفًا محمولًا.
- "إسقاط ترمب"، تمثال بريطاني ساخر.
- الإمبراطور الإله ترمب، تمثال إيطالي ساخر.
- تمثال دونالد ترمب، تمثال ساخر في سلوفينيا.
- ورق تواليت ترمب ، تم إطلاقه في المكسيك في عام 2017 تحت شعار "النعومة بلا حدود". [51]